# Perton
Perton är en civil parish i Storbritannien.   Den ligger i grevskapet Staffordshire och riksdelen England, i den södra delen av landet, 190 km nordväst om huvudstaden London. Arean är 17,0 kvadratkilometer.
Terrängen i Perton är platt.